# Jurgen Schildt-priset
Jurgen Schildt-priset är ett pris som delades ut till minne av filmkritikern Jurgen Schildt, som under flera decennier var verksam som filmkritiker i Aftonbladet. Efter Schildts död 1990 instiftades en särskild fond på initiativ av hans fru Annalisa Ericson Schildt, administrerad av Aftonbladet, med syfte att "genom stipendiet inspirera filmforskare och filmpublicister". Det delades ut årligen 1992–2003 följt av en paus till 2010, då det för sista gången delades ut till fem mottagare.

## Mottagare
- 1992: Jannike Åhlund, redaktör för tidskriften Chaplin
- 1993: Maaret Koskinen, filmforskare och filmkritiker
- 1994: Rune Waldekranz, professor emeritus och författare till "Filmens historia - de första hundra åren"
- 1995: Örjan Roth-Lindberg, för sin avhandling "Skuggan av ett leende - Om filmisk ironi och den ironiska berättelsen"
- 1996: Kjell Furberg, biografforskare
- 1997: Gunnar Bergdahl, för tidskriften Filmkonst
- 1998: Ann-Kristin Wallengren, för sin avhandling "En afton på Röda Kvarn - Svensk stumfilm som musikdrama"
- 1999: Stig Björkman, för boken "Trier om von Trier"
- 2000: Michael Tapper, redaktör för tidskriften Filmhäftet
- 2001: Sven E. Olsson, filmkritiker bl.a. i tidningen Arbetet
- 2002: Håkan Lahger, redaktör för tidskriften Film & TV
- 2003: Mikael Nordström och Lars Östvall för boken "Äventyr i filmbranschen"

- 2010:
  - Mikaela Kindblom för utställningen "I huvudrollen: Stockholm"
  - Bengt Forslund för boken "Dramat i soffan"
  - Harriet Andersson och Jan Lumholdt för boken "Harriet Andersson: samtal med Jan Lumholdt"
  - Leif Furhammar för "ett långt och gediget folkbildningsarbete för film och filmälskare"
  - Jonas Holmberg och Jacob Lundström för filmtidskriften FLM